# Docodon
Docodon foi um gênero mammaliaforme da ordem dos Docodonta que viveu durante a era Mesozóica, principalmente no período Jurássico. Registros fósseis, especialmente dentes isolados, foram encontrados no sul dos Estados Unidos da América, principalmente no Wyoming (formação Morrison e "Buff Como") e no Colorado ("Garden Park"), datando de há entre 150 e 144 milhões de anos. A maioria dos espécimes foi coletada por Othniel Charles Marsh entre os anos de 1879 e 1881 na formação Morrison, no Wyoming. Acredita-se que tenha pesado entre 20-50 gramas e medido cerca de 10 cm de altura.

## Espécies
Todas as espécies redestinadas à formação Morrison não foram ainda, formalmente sinonimizadas com o D. victor. Entretanto, Martin e Foster (1998): "por isso, embora uma sinonímia formal não tenha sido empreendida, o consenso sugere que toda a espécie de Docodon de "Buff Como" possa representar o D. victor (Marsh, 1880)."
Cinco espécies são comumente reconhecidas, entretanto, alguns pesquisadores sinonimizam o affinis e crassus com o victor.
- - Docodon victor (Marsh, 1880) [Jurássico Superior - Wyoming]
  - Docodon striatus Marsh, 1881 [Jurássico Superior - Wyoming]
  - Docodon superus Simpson, 1929 [Jurássico Superior - Wyoming]
  - Docodon affinis (Marsh, 1887) [Jurássico Superior - Wyoming]
  - Docodon crassus (Marsh, 1887) [Jurássico Superior - Wyoming]